# 城北乡 (费县)
城北乡是中国山东省临沂市费县下辖的一个乡。

## 行政区划
城北乡下辖荣和庄村、盖家洞村、韩庄村、南毕城村、北毕城村、东洲疃村、南东洲村、演马庄村、寒两寺村、孟家山头村、城北村、永和村、新城村、新居村、兴盛村、新石沟村、三疃村、北东洲村、崮子村。